# Chaetogenys
Chaetogenys is een geslacht van kevers uit de familie van de loopkevers (Carabidae). De wetenschappelijke naam van het geslacht is voor het eerst geldig gepubliceerd in 1958 door Emden.

## Soorten
Het geslacht Chaetogenys is monotypisch en omvat slechts de volgende soort:
- Chaetogenys straneoi Emden, 1958